# Rosenau (Nürnberg)
Die Rosenau ist ein Stadtteil der kreisfreien Stadt Nürnberg. Dieser gehört zum statistischen Bezirk 05 Himpfelshof.

## Lage
Die Rosenau liegt südwestlich der Nürnberger Altstadt, gehört zu Kleinweidenmühle und wird begrenzt durch den Spittlertorgraben, die Dennerstraße, die Fürther Straße, die Rosenaustraße, die Bleichstraße und die Obere Turnstraße. Im Stadtteil liegt der Rosenaupark.

## Geschichte
Rosenau war ursprünglich ein sumpfiges Gelände südwestlich der Altstadt. Seit dem 13. Jahrhundert war es in Besitz der Deutschordenskommende Nürnberg, die die inmitten eines Weihers gelegene Insel als Bleiche nutzte, die deswegen auch als „Deutschherrnbleiche“ bezeichnet wurde.
Gegen Ende des 18. Jahrhunderts gab es in Deutschherrnbleiche ein Anwesen. Das Hochgericht übte die Reichsstadt Nürnberg aus, was vom brandenburg-ansbachischen Oberamt Cadolzburg und vom Oberamt Schwabach bestritten wurde. Grundherr des Hauses war die Deutschordenskommende Nürnberg.
1796 fiel die Deutschherrnbleiche an Preußen und kam, nachdem es in der Zwischenzeit vom Justiz- und Kammeramt Gostenhof verwaltet wurde, 1806 zu Bayern. Im Rahmen des Gemeindeedikts wurde Deutschherrnbleiche dem 1808 gebildeten Steuerdistrikt Sündersbühl und der im selben Jahr gegründeten Ruralgemeinde Sündersbühl zugeordnet. Am 1. Oktober 1825 wurde Deutschherrnbleiche als Teil den das Stadtgebiet umgebenden Burgfriedens nach Nürnberg eingemeindet.

### Einwohnerentwicklung
| Jahr      | 001818 | 001824 | 001840 |
| Einwohner | 21     | 3      | 14     |
| Häuser    | 3      | 1      | 3      |
| Quelle    | [ 6 ]  | [ 4 ]  | [ 7 ]  |